# 蓝多湖
蓝多湖（Land O'Lakes），又译“蓝雷”，是位于美国明尼苏达州Arden Hills的一家农业合作社，主要产业为乳制品。蓝多湖拥有7,000名生产者和1,300名当地合作成员。2003年，该公司的年度销售额超过60亿美元并直接雇佣超过6,000名工人。他们是美国最大的黄油和奶酪厂家之一。

## 历史

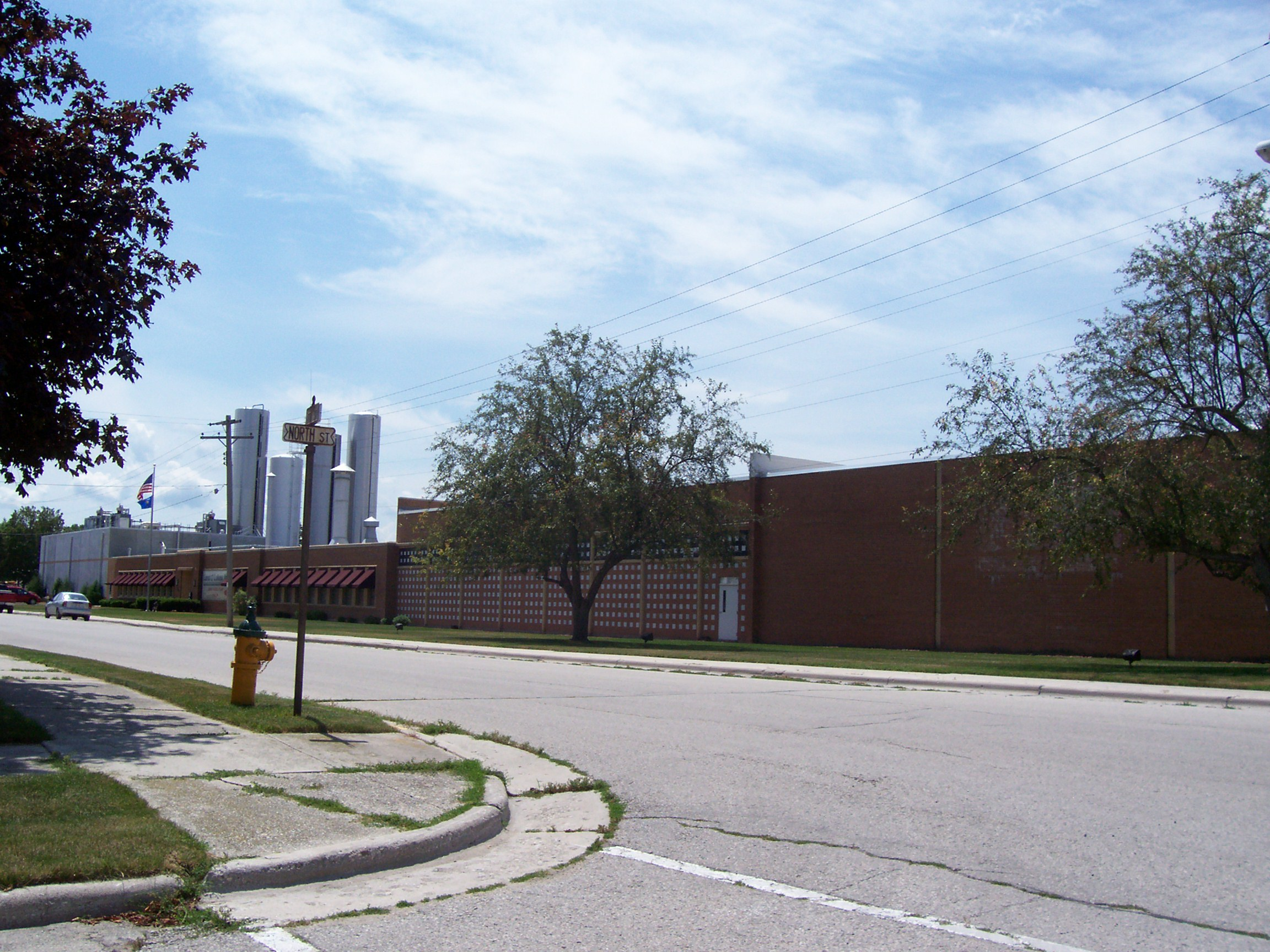
位于威斯康星州Kiel, Wisconsin的加工厂

1921年7月8日，320名乳制品厂的代表在明尼苏达州的圣保罗共同成立了明尼苏达乳制品合作协会（Minnesota Cooperative Creameries Association），也就是蓝多湖的前身。这个组织目的是促进黄油的销售和质量，并提高乳制品行业的利润。这个组织为乳制品厂成员开发并实现了黄油的系统监测、分级及认证，带来了产品质量的一致。质量和整齐度的改善以及分级系统的可靠性被用于广告宣传。1924年，统一分级的黄油在一次比赛后被授予“蓝多湖”（Land O'Lakes）的名称，协会开始使用"Land O'Lakes"进行认证。
由于组织的公共身份经常与产品名称混淆，这个名字开始流行。1926年，这一组织开始使用“蓝多湖乳制品公司”（Land O' Lakes Creameries, Inc.）作为名称，并和产品同名。
早年，公司经常因不公平竞争和虚假广告而受到批评。但是最终，竟争者要么达到蓝多湖的黄油质量标准，否则销售量就会下滑。乳品行业的一些公司复制了蓝多湖公司的策略，其它产品线也开始了质量认证的方法。蓝多湖的黄油也赢得了ChefsBest奖。
蓝多湖公司通过大量收购得到快速发展，目前在乳品的基础上已经增加了大量农业相关业务。2001年，蓝多湖收购了动物饲料厂家普瑞纳（Purina Mills）。

## 授权
迪安食品公司负责授权蓝多湖商标，并使用这一商标销售奶酪及液体乳制品